# Mercè Rodoreda
Mercè Rodoreda (ur. 10 października 1908 w Barcelonie, zm. 13 kwietnia 1983 w Gironie) – katalońska pisarka.

## Życiorys
Jedna z najwybitniejszych postaci literatury katalońskiej XX wieku. Po hiszpańskiej wojnie domowej przebywała na emigracji we Francji, a od 1954 w Szwajcarii. Do Katalonii powróciła w 1972. W 1980 otrzymała nagrodę Premi d'Honor de les Lletres Catalanes jako wyraz uznania dla całego dorobku pisarskiego.
Ze względu na styl oraz jakość opisów, powieści Rodoreda były porównywane do twórczości Virginii Woolf, uwielbianej przez katalońską pisarkę. Głównymi bohaterkami jej powieści są kobiety, a styl narracji jest poetycki, symboliczny i bardzo oryginalny – stał się inspiracja dla wielu późniejszych autorów. Akcja powieści rozgrywa się w ważnych dla autorki miejscach, takich jak: Gràcia (dzielnica Barcelony), Romanyà de la Selva (dzielnica Girony) i Genewa. Przedstawia społeczeństwo katalońskie oraz zmiany, jakie w nim zachodziły w XX w.
W Polsce ukazały się powieści Diamentowy plac (1970, w tłum. Zofii Chądzyńskiej i 2022, w tłum. Anny Sawickiej) oraz Śmierć i wiosna (fragmenty w „Literaturze na Świecie” nr 7-8/2000 w tłum. Barbary Łuczak), opowiadania z tomu Moja Krystyna i inne opowiadania (w „Literaturze na Świecie” nr 5-6/2003 w tłum. Łuczak), a także zbiór opowiadań Płatek białej pelargonii (2008, w tłum. Łuczak).

## Ważniejsze utwory

### Powieści
- Aloma (1938)
- Diamentowy plac (1962; wyd. pol. 1970, 2022)
- El carrer de les Camèlies (1966, Ulica Kameliowa)
- Jardí vora el mar (1967, Ogród nad brzegiem morza)
- Mirall trencat (1974, Rozbite lustro, Wydawnictwo Marginesy, tł. Anna Sawicka, 2024[9])
- Quanta, quanta guerra... (1980, Wojna, ileż wojny...)
- La mort i la primavera (1986, Śmierć i wiosna)
- Isabel i Maria (1991)

### Zbiory opowiadań
- Vint-i-dos contes (1958, Dwadzieścia jeden opowiadań)
- La meva Cristina i altres contes (1967, Moja Krystyna i inne opowiadania)
- Semblava de seda i altres contes (1978, Jak z jedwabiu i inne opowiadania)
- Viatges i flors (1980, Podróże i kwiaty)
- Un cafè i altres narracions (1999, Kawa i inne opowiadania)

### Inne
- Zbiór utworów dramatycznych El torrent de les flors (1993, Kwietny potok)
- Zbiór poezji Agonia de llum (2002, W agonii światła)